# Yvonne Cherrie
Yvonne Cherrie (còn được gọi là Monalisa, sinh ngày 19 tháng 8 năm 1981) là một nữ diễn viên người Tanzania. Năm 2010, cô đã giành được Liên hoan phim quốc tế Zanzibar cho giải thưởng 'Nữ diễn viên xuất sắc nhất'. Cô cũng được đề cử giải thưởng Nigeria Entertainment 2011 cho Nữ diễn viên của năm châu Phi. Cô được trích dẫn là một trong những nữ diễn viên và người tiên phong tốt nhất trong ngành công nghiệp điện ảnh của Tanzania.

## Cuộc sống ban đầu và sự nghiệp
Cherrie sinh ngày 19 tháng 8 năm 1981 tại Muhimbili, bệnh viện quốc gia Tanzania. Suzan Lewis, mẹ cô, cũng là một nữ diễn viên.
Cô được giáo dục sớm tại Luanda, Angola, nơi cha cô đang làm việc; sau đó cô trở về Tanzania và bắt đầu giáo dục tiểu học tại Trường tiểu học Muungano ở Temeke, Dar Es Salaam và cô đã học trung học tại trường trung học nữ Zanaki trước khi đến trường Cao đẳng dịch vụ công cộng Tanzania nơi cô theo học ngành thư ký.
Năm 2002, cô gia nhập Hội đồng Anh Tanzania về trình độ Pre Advance để học khóa học tiếng Anh, và sau đó, cô gia nhập Trường đào tạo truyền thông Wilnag ở Nairobi, nơi cô tốt nghiệp với bằng tốt nghiệp về truyền thông đại chúng.

## Sự nghiệp
Cô có biệt danh là Mon Monisaisa từ vai diễn năm 1998 khi còn là một cô gái trẻ, đấu tranh để hòa giải cuộc sống của cô với nhiều người tình, trong loạt phim Mambo Hayo. Năm 2002, Monalisa đã ra mắt bộ phim điện ảnh đầu tiên của mình trong có tên Girlfriend, nơi cô đóng vai Tumpale, một cô bạn gái của TID, Tumpale, người bị buộc phải xoay chuyển cuộc sống của mình sau khi bị cha cô đuổi đi. Sau đó, cô đóng vai trong nhiều bộ phim khác, như Sabrina (2003), Dilemma (2004), She Is My Sister (2006), Kwa Heshima Ya Penzi, Binti Nusa và Network. Một trong những màn trình diễn đáng chú ý của cô là từ Chủ nhật đen đã mang về cho cô giải thưởng 'Nữ diễn viên xuất sắc nhất' cho Liên hoan phim quốc tế Zanzibar năm 2010  và đề cử cho Giải thưởng Nữ diễn viên giải trí châu Phi năm 2011 của Nigeria.

## Đóng phim

### Truyền hình nhiều tập
| Năm       | Tên            | Vai trò          | chú thích |
| --------- | -------------- | ---------------- | --- |
| 1998      | Mambo Hayo     | Nàng mô na Li Sa | Truyền hình: Truyền hình độc lập Tanzania (ITV). Diễn viên: Jacob Steven (Jb), Single Mtambalike (Richie), Bishanga, Waridi và Cathy |
| 2013-2015 | Siri Ya Mtungi | Lulu             | Được sản xuất bởi Media for Development International. Truyền hình: Truyền hình Đông Phi (EATV) và TV 1                              |

### Sân khấu kịch
| Năm       | Tên                            | chú thích                          |
| --------- | ------------------------------ | ---------------------------------- |
| 2000-2001 | Thanh tra chính phủ            | Lễ hội văn hóa nghệ thuật Bagamoyo |
| 2002      | Zawadi Ya Ushindi              | Liên hoan phim quốc tế Zanzibar    |
| 2003      | Bài hát của Lawino             | Nhà hát nhỏ (Tanzania)             |
| 2003      | Đừng mặc đồ cho bữa tối        | Trung tâm văn hóa Nga (Tanzania)   |
| 2003      | Kiu                            | Nhà hát quốc gia Kenya             |
| 2003      | Một người đàn ông của nhân dân | Nhà hát quốc gia Kenya             |

### Phim ảnh
| Year | Name                    | Role                | Note                                                                   |
| ---- | ----------------------- | ------------------- | ---------------------------------------------------------------------- |
| 2002 | Girlfriend              | Tumpale             | Cast: TID, AY, Crazy Gk and Nina                                       |
| 2003 | Sabrina                 | Sabrina             |                                                                        |
| 2004 | Dilemma                 |                     |                                                                        |
| 2006 | She Is My Sister        | Rose                | With Steven Kanumba Mercy Johnson, Nkiru Sylvanus.                     |
| 2007 | Kwa Heshima Ya Penzi    | Miranda             | With Jacob Steven and Single Mtambalike                                |
| 2007 | Chanzo Ni Mama          |                     | Cast:Deogratiua Shija, Suzan Lewis                                     |
| 2008 | Binti Nusa part 1       | Malaika             | With Suzan Lewis, Hashimu Kambi                                        |
| 2008 | Kaburi Moja             |                     | with Hemedi Suleiman                                                   |
| 2008 | Behind The Scenes       | Carey               | With Vincent Kigosi, Blandina Chagula, Suzan Lewis                     |
| 2009 | Jeraha La Ndoa          | Rehema              | With Haji Adam, Bakari Makuka                                          |
| 2009 | Wrong Number            |                     | With Riyama Ally, Hemedi Suleiman, Gadner Habash                       |
| 2009 | Cellular                |                     | With Thea,Sajuki                                                       |
| 2010 | Binti Nusa 2& 3         | Malaika             | with Suzan Lewis, Elizabeth Chijumba, Hashim Kambi                     |
| 2010 | Black Sunday            | Sharon              | with Steven Kanumba, Aunty Ezekiel, Yusuph Mlela                       |
| 2010 | Payback                 | Rebecca             | With Steven Kanumba and Yusuph Mlela                                   |
| 2010 | Maza House              |                     | With Suzan Lewis,Deogratius Shida                                      |
| 2011 | 38 Weeks                |                     | With Haji Salum (Mboto)                                                |
| 2011 | Pastor Myamba,The trial | Sarah               | With Emmanuel Myamba.                                                  |
| 2012 | Tell Me The Truth       |                     |                                                                        |
| 2012 | Chai Moto               |                     | Jeniffer Mgendi, Mussa Banzi, Christina Matai & Juma Mtima             |
| 2012 | Uyoga                   |                     | With Single Mtambalike                                                 |
| 2012 | Ujinga Wangu            | Ritha               | With Hemedi Suleiman and Haji Salum (Mboto)                            |
| 2013 | Dakika Ya Mwisho        |                     | With Niva                                                              |
| 2013 | Five Girls              |                     | With Grace Mapunda and Hashimu Kambi.                                  |
| 2013 | In Between              |                     | With Suzan Lewis, Haji Salum (Mboto)                                   |
| 2013 | Sistahili Kusamehewa    |                     | With Patcho Mwamba, Alex Wasponga, Suleiman Barafu, Mohamed Fungafunga |
| 2013 | Mwisho Wa Siku          |                     | With Lucy Komba, Victor Mwikala, Jennifer Kakolaki                     |
| 2013 | Hidden Treasure         |                     | With Bad Boy, Mohammed Yondo                                           |
| 2013 | Daladala                |                     | Casts: Suleiman Barafu, Amri Athuman (King Majuto)                     |
| 2014 | Damian                  | Monalisa            | Casts: Hashim Kambi (Dr.ambi), Jemedari Gwatwambilileghe (Damian)      |
| 2014 | Bana Congo              |                     | With Haji Salum (Mboto)                                                |
| 2014 | Network                 | Detective Elizabeth | With Brian Ibrick, Simon Mwakafamba, Shikunzi Haonga, Charles Rom      |
| 2015 | Umuhimu Wako            |                     | With Rose Ndauka, Suzan Lewis, Raheem                                  |
| 2016 | Daddy's Wedding         |                     | With Sandra Temu,Banana Zoro,Raheem                                    |

## Phần thưởng và đề cử
| Năm  | Nội dung                            | Giải thưởng                                       | Người nhận | Kết quả |
| ---- | ----------------------------------- | ------------------------------------------------- | --- | ------- |
| 2008 | Giải thưởng truyền thông Kiu        | Nữ hoàng phim Bongo                               | style="background: #99FF99; color: black; vertical-align: middle; text-align: center; " class="yes table-yes2"\|Đoạt giải |         |
| 2010 | Liên hoan phim quốc tế Zanzibar     | Nam diễn viên / nữ diễn viên xuất sắc nhất        | style="background: #99FF99; color: black; vertical-align: middle; text-align: center; " class="yes table-yes2"\|Đoạt giải |         |
| 2010 | Trung tâm Filamu hay nhất năm 2010  | Nữ diễn viên tốt nhất                             | style="background: #99FF99; color: black; vertical-align: middle; text-align: center; " class="yes table-yes2"\|Đoạt giải |         |
| 2011 | Giải thưởng Nigeria 2011            | Nữ diễn viên châu Phi của năm                     | style="background: #FDD; color: black; vertical-align: middle; text-align: center; " class="no table-no2"\|Đề cử          |         |
| 2015 | Giải thưởng điện ảnh Tanzania       | Nữ diễn viên xuất sắc nhất trong vai trò hàng đầu | style="background: #FDD; color: black; vertical-align: middle; text-align: center; " class="no table-no2"\|Đề cử          |         |
| 2015 | Giải thưởng điện ảnh Tanzania       | Giải thưởng Tribute (Truyền thông)                | style="background: #FDD; color: black; vertical-align: middle; text-align: center; " class="no table-no2"\|Đề cử          |         |
| 2018 | Giải thưởng uy tín châu Phi (Ghana) | Ngôi sao điện ảnh nữ hay nhất                     | style="background: #99FF99; color: black; vertical-align: middle; text-align: center; " class="yes table-yes2"\|Đoạt giải |         |